# Adams (Minnesota)
Pour les articles homonymes, voir Adams.
Adams est une ville américaine située dans le Comté de Mower, dans le Minnesota. Selon le recensement de 2010, sa population est de 787 habitants.